# Cora Witherspoon

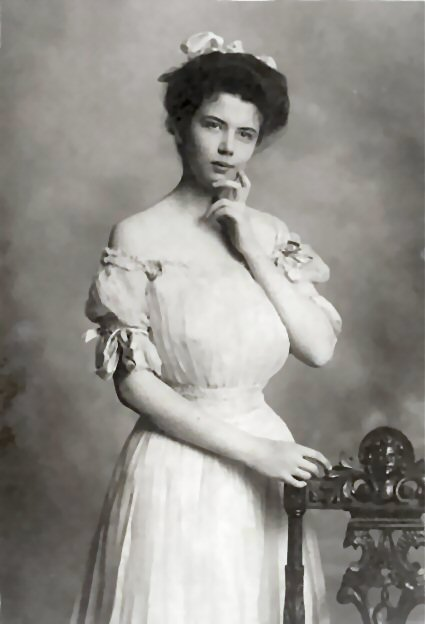
Cora Witherspoon (1910er-Jahre)

Cora Witherspoon (* 5. Januar 1890 in New Orleans, Louisiana; † 17. November 1957 in Las Cruces, New Mexico) war eine US-amerikanische Schauspielerin, die vor allem auf nervtötende und eingebildete Figuren spezialisiert war.

## Leben und Karriere
Cora Witherspoon wurde als Tochter von Cora S. Bell und Henry Edgeworth Witherspoon geboren, welcher im Sezessionskrieg als Assistenzchirurg tätig war. Im Alter von zehn Jahren wurde sie zur Waisen und musste teilweise von ihrer älteren Schwester Maud großgezogen werden. Ihre Schwester war die Besitzerin einer Fabrik für Stoffpuppen. Witherspoon gab ihr professionelles Debüt als Schauspielerin im Jahre 1905. Am Broadway in New York spielte sie erstmals 1910 am Belasco Theatre in der Erfolgskomödie The Concert, in welchem die 20-jährige Schauspielerin eine 76 Jahre alte Dame verkörperte. Es folgten weitere Engagements an renommierten Theatern. Bis zum Jahre 1946 spielte sie in insgesamt rund 35 Stücken am Broadway. Einige der Stücke wurden später zu Filmen wie Jezebel, Die schreckliche Wahrheit und Waterloo Bridge weiterverarbeitet.
Mit dem Beginn des Tonfilmes verpflichtete man zahlreiche Broadway-Schauspieler nach Hollywood, darunter auch Cora Witherspoon. Sie gab ihr Filmdebüt im Jahre 1931 in Tarnished Lady neben Tallulah Bankhead. In den nächsten 25 Jahren bekleidete sie in über 25 Filmen Nebenrollen, wobei ihre Auftritte meistens kurz, aber umso markanter waren. Sie wurde vor allem als versnobte und nervtötende High-Society-Dame eingesetzt, etwa in Die Frauen (1939) von George Cukor. Auch Hausdrachen verkörperte sie regelmäßig, so in einer ihrer bekanntesten Rollen als Ehefrau von W. C. Fields in der Komödie Der Bankdetektiv (1940). Die Autoren John Springer und Jack Hamilton schrieben 1974 über die Charakterdarstellerin: „Witherspoon war mit einem Gesicht gesegnet, dass von einem dieser Cartoonisten stammen könnte, welche sich auf die Darstellung des Krieges zwischen Mann und Frau spezialisiert haben.“ In den 1950er-Jahren kam Witherspoon noch zu einigen Gastrollen im Fernsehen, ehe sie sich aus dem Schauspielgeschäft zurückzog.
Privat galt ihr Leben als weniger glücklich, nach den Memoiren von Tennessee Williams war Witherspoon abhängig von Morphium. Sie verstarb 1957 im Alter von 67 Jahren und wurde auf dem Metairie Cemetery in ihrer Heimatstadt New Orleans beigesetzt.

## Filmografie (Auswahl)
- 1931: Tarnished Lady
- 1934: Call It Murder

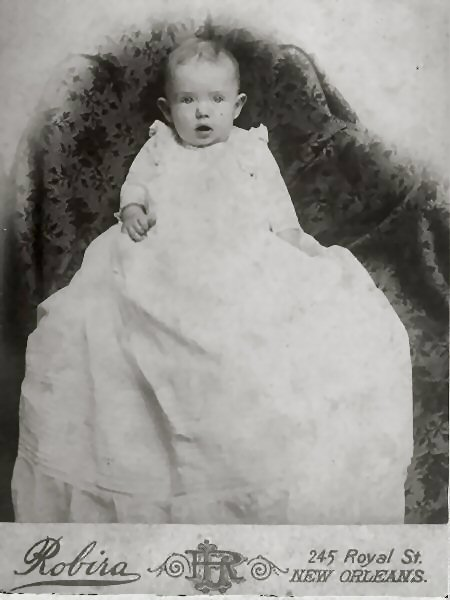
Cora Witherspoon als Baby (um 1890)

- 1936: Lustige Sünder (Libeled Lady)
- 1936: Wenn der Vater mit dem Sohne... (Piccadilly Jim)
- 1937: Quality Street
- 1937: Der Mann mit dem Kuckuck (Personal Property)
- 1938: Three Loves Has Nancy
- 1938: Just Around the Corner
- 1938: Marie-Antoinette (Marie Antoniette)
- 1938: Der gejagte Professor (Professor Beware)
- 1939: Opfer einer großen Liebe (Dark Victory)
- 1939: Herr des wilden Westens (Dodge City)
- 1939: Die Frauen (The Women)
- 1940: Der Bankdetektiv (The Bank Dick)
- 1940: Charlie Chan auf Kreuzfahrt (Charlie Chan's Murder Case)
- 1945: Over 21
- 1945: Die Liebe unseres Lebens (This Love of Ours)
- 1946: Colonel Effingham's Raid
- 1946: Ich hab dich immer geliebt (I’ve Always Loved You)
- 1951: SOS – Zwei Schwiegermütter (The Mating Season)
- 1952: Ein Baby kommt selten allein (The First Time)
- 1952: Nur für Dich (Just for You)
- 1954: Die unglaubliche Geschichte der Gladys Glover (It Should Happen to You)